# Oxysternon pteroderum
Oxysternon pteroderum är en skalbaggsart som beskrevs av Nevinson 1892. Oxysternon pteroderum ingår i släktet Oxysternon och familjen bladhorningar. Inga underarter finns listade i Catalogue of Life.